# Saint-Eusèbe (Haute-Savoie)
Saint-Eusèbe ist eine französische Gemeinde im Département Haute-Savoie in der Region Auvergne-Rhône-Alpes.

## Geographie
Saint-Eusèbe liegt auf 638 m, etwa zwölf Kilometer westnordwestlich der Stadt Annecy (Luftlinie). Das Bauerndorf erstreckt sich an aussichtsreicher Lage im nördlichen Albanais, an einem gegen Süden geneigten Hang hoch über dem Tal des Fier.
Die Fläche des 6,88 km² großen Gemeindegebiets umfasst einen Abschnitt des Genevois. Der westliche Grenze verläuft entlang der Morge, einem rechten Seitenbach des Fier. Vom Bachlauf erstreckt sich das Gemeindeareal ostwärts über einen sanft ansteigenden Hang bis in die gewellte Hügellandschaft zwischen den Tälern von Fier und Usses. Mit 691 m wird auf der bewaldeten Höhe nordöstlich des Dorfes die höchste Erhebung von Saint-Eusèbe erreicht.
Zu Saint-Eusèbe gehören neben dem eigentlichen Ortskern auch verschiedene Weilersiedlungen und Gehöfte, darunter: 
- Tignerant (470 m) am östlichen Talhang der Morge
- Thusel (550 m) am oberen östlichen Talhang der Morge
- Le Villard (560 m) auf der Höhe westlich des Dorfes
- Orbessy (520 m) am Hang unterhalb des Dorfes

Nachbargemeinden von Saint-Eusèbe sind Thusy im Norden, Vaulx im Osten, Hauteville-sur-Fier und Vallières-sur-Fier im Süden sowie Versonnex im Westen.

## Sehenswürdigkeiten
Die Dorfkirche Saint-Eusèbe wurde 1857 im Stil der Neugotik erbaut. Sie besitzt eine vergoldete hölzerne Statue der Heiligen Maria aus dem 17. Jahrhundert. Herrschaftssitze befinden sich in Villard und Tignerant.

## Bevölkerung
| Jahr                       | 1962 | 1968 | 1975 | 1982 | 1990 | 1999 | 2004 | 2021 |
| Einwohner                  | 296  | 257  | 255  | 287  | 298  | 361  | 424  | 629  |
| Quellen: Cassini und INSEE |      |      |      |      |      |      |      |      |

Mit 643 Einwohnern (Stand 1. Januar 2022) gehört Saint-Eusèbe zu den kleinen Gemeinden des Département Haute-Savoie. Im Verlauf des 19. und 20. Jahrhunderts nahm die Einwohnerzahl aufgrund starker Abwanderung kontinuierlich ab (1861 wurden in Saint-Eusèbe noch 622 Einwohner gezählt). Seit Beginn der 1980er Jahre wurde jedoch wieder eine deutliche Bevölkerungszunahme verzeichnet.

## Wirtschaft und Infrastruktur
Saint-Eusèbe ist noch heute ein vorwiegend durch die Landwirtschaft geprägtes Dorf. Daneben gibt es einige Betriebe des lokalen Kleingewerbes. Viele Erwerbstätige sind Wegpendler, die in den größeren Ortschaften der Umgebung, insbesondere im Raum Annecy ihrer Arbeit nachgehen.
Die Ortschaft liegt abseits der größeren Durchgangsstraßen. Lokale Straßenverbindungen bestehen mit Vallières, Thusy, Vaulx und La Balme-de-Sillingy. Der nächste Anschluss an die Autobahn A41 befindet sich in einer Entfernung von rund 17 km.